# Gic
Gic là một thị trấn thuộc hạt Veszprém, Hungary. Thị trấn này có diện tích 19,68 km², dân số năm 2010 là 453 người, mật độ 23 người/km².